# Archéosophie

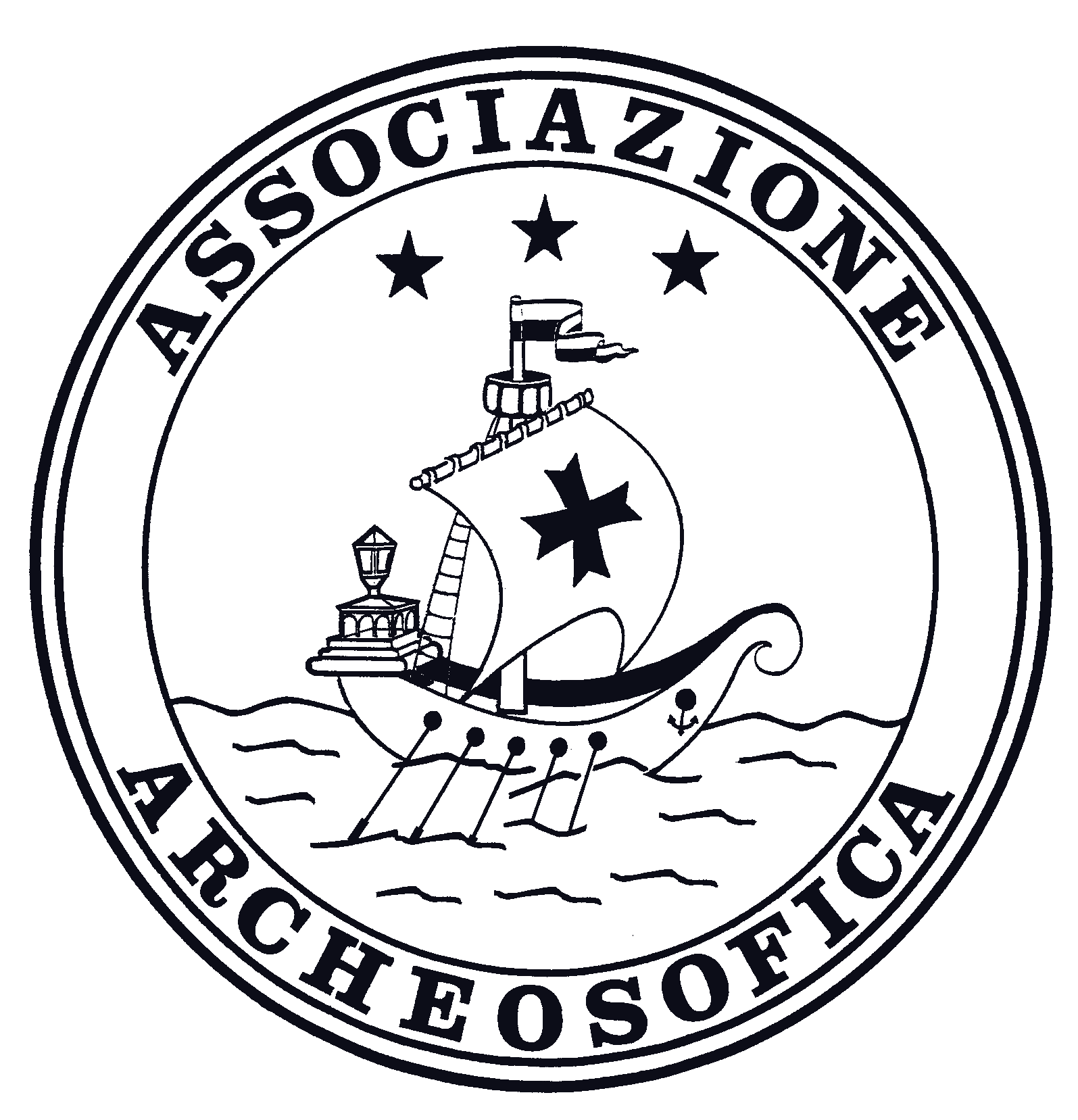

L'archéosophie ou science des principes est une doctrine ésotérique élaborée par l'ésotériste italien Tommaso Palamidessi (1915-1983) à la fin des années 1960. 

## La doctrine archéosophique
L’archéosophie est une forme d’ésotérisme chrétien éclectique qui puise ses enseignements, outre aux traditions occultes de l’Occident (hermétisme, alchimie, astrologie, kabbale, théosophie), au tantrisme indien et au christianisme de l’Église orthodoxe. La tradition des premiers Pères de l’Église préconciliaire, tels Clément d'Alexandrie et Origène, qui firent confluer dans la théologie chrétienne d'anciens thèmes doctrinaux provenant de la gnose et de l’Orient, et qui fondèrent une exégèse ésotérique, à plusieurs niveaux, du texte biblique, est également une composante importante de la synthèse archéosophique.   
L’archéosophie considère l’homme comme une structure complexe, composée d’une série de corps subtils (éthérique, astral, mental, causal) et d’une triade de principes distincts : l’esprit, l’âme et l’âme érosdynamique (néologisme de Tommaso Palamidessi). Ces trois principes, qui constituent les trois aspects ou « centres de gravité » de l’homme vrai et immortel ou Ego, préexistant à la naissance physique, s’expriment à travers les différents corps subtils qui sont donc appelés « véhicules » (l’esprit étant lié au mental, l’âme à l’astral et l’âme érosdynamique à l’éthérique). En outre, ils correspondent à certains centres « occultes » de l’homme (chakra), et sont perceptibles pendant la pratique ascétique à travers la méditation sur ces mêmes centres. Plus précisément, l’esprit est lié au centre frontal (situé entre les sourcils), l’âme au centre cardiaque (à proximité du cœur) et l’âme érosdynamique au centre basal (à la base de la colonne vertébrale). 
Selon l'Archéosophie, l’homme est une créature en perpétuelle évolution, évolution qui s’effectue au moyen de la métempsycose : avec son corps causal, l’homme traverse en effet la chaîne des réincarnations, lié à son propre karma. Il aspire à l’Absolu sans forme qui réside au-delà de la manifestation sensible, un Absolu qui est pure Puissance, pure Sagesse et pur Amour. 
Le principal instrument de l’évolution, selon l’Archéosophie, est l’ascèse. L'ascèse (du grec « askesis », « exercice », « discipline spirituelle »), est exercice incessant, lutte pour le perfectionnement intérieur, infatigable entraînement de l’homme spirituel qui veut rendre ses principes animiques harmonieux et adhérents à leurs modèles archétypaux et divins. L’ascèse, pour Palamidessi, rapproche la créature du Créateur, en favorisant le processus de divinisation que les Pères d’Orient appellent théosis. Elle permet aussi, à un autre niveau, l’épanouissement des sens « spirituels » (clairvoyance, clairaudience, mémoire des vies passées).